# Villa Gregoriana

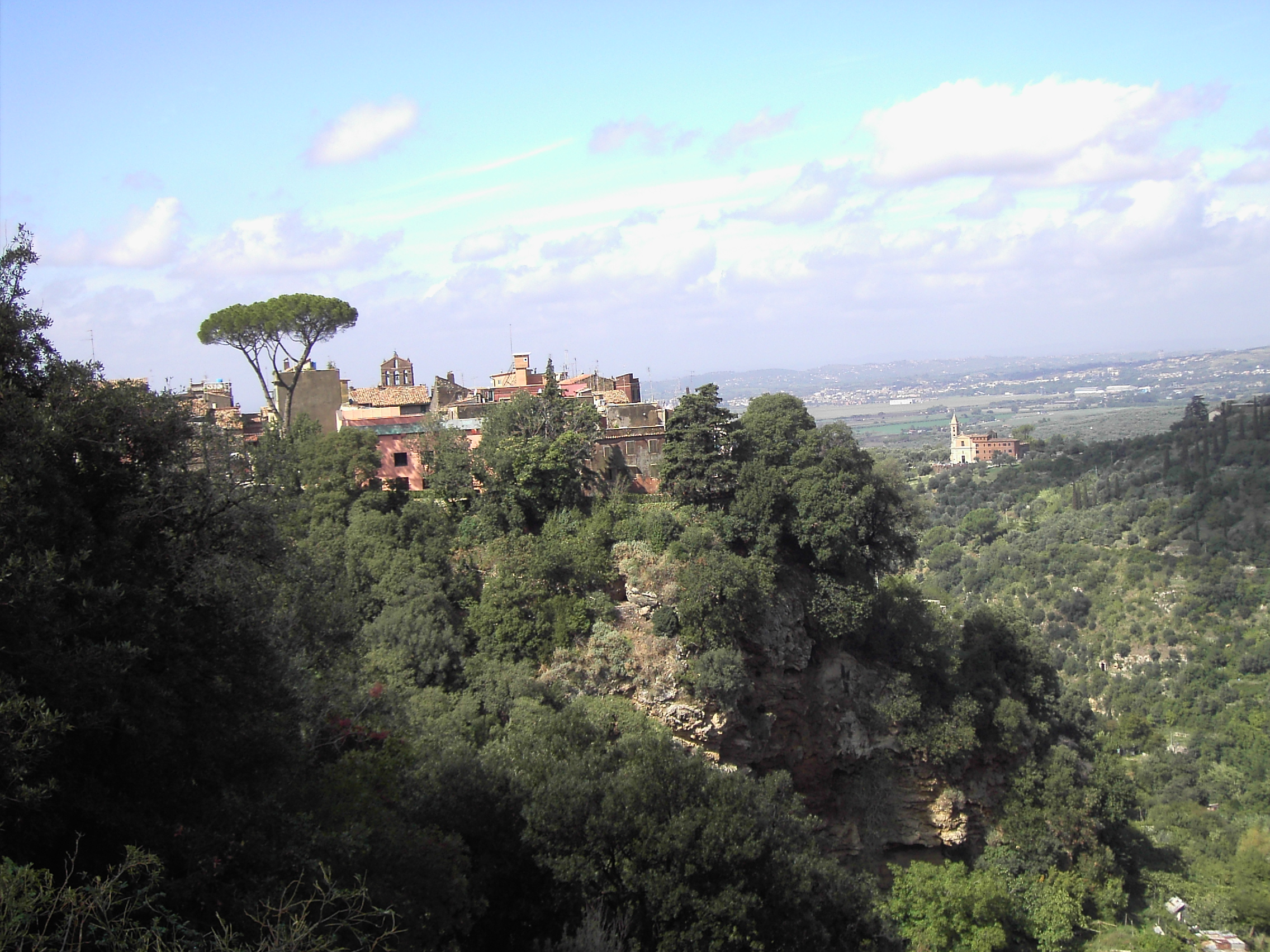
Vista de Villa Gregoriana.

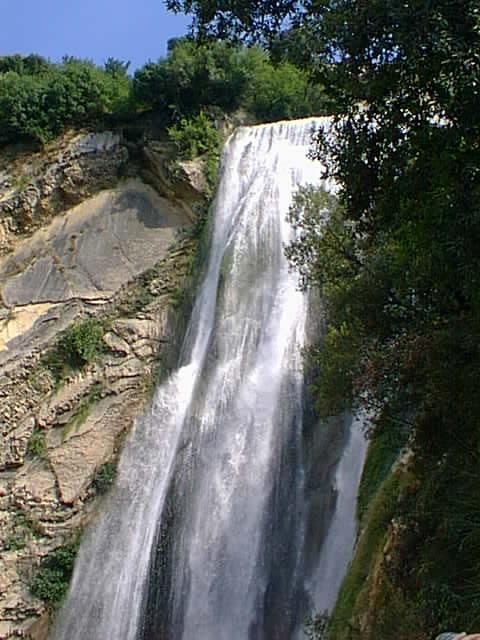
La Gran Cascada.

Villa Gregoriana es un parque localizado en Tívoli, Italia.
El parque, localizado a los pies de la acrópolis antigua de la ciudad, fue encargado por el papa Gregorio XVI en 1835 para reconstruir el lecho del río Aniene, que había sido dañado por la inundación de 1826. Desde la antigüedad, el río formó una amplia curva en torno a la Acrópolis, después de erosionar cauces de piedra caliza en la llanura. El río, formado originalmente por cuatro caídas, fue reducido a dos. El sitio tenía una importancia estratégica ya que controlaba el camino de trashumancia de Abruzzo, que al prolongarse más tarde, se convertiría en la Vía Valeria. Los romanos ya habían construido aquí sistemas hidráulicos, doce de los cuales son conocidos por encontrarse a día de hoy.
Había caído en ruinas al final del siglo XX, pero fue reabierto al público en 2005 gracias a un proyecto paisajístico importante de recuperación orquestada por el Fondo per l'Ambiente Italiano.
Villa Gregoriana se compone principalmente de densos bosques con senderos que conducen a las cuevas de Neptuno y las sirenas, que forman parte de una serie de garganta y cascadas, y una gran cascada. Al final del recorrido se encuentra el templo de Vesta